# Lepilemur jamesi
Il lepilemure di James (Lepilemur jamesi) è una specie di lemure recentemente scoperta endemica del Madagascar.
Deve il nome ai benefattori americani Larry, Jeanette e Barry James.

## Distribuzione
La specie è diffusa nella zona orientale dell'isola, grossomodo fra i fiumi Manampatrana e Mananara, dove preferisce le zone di foresta pluviale primaria e secondaria ad altezze non eccessive.

## Descrizione

### Dimensioni
Misurando fino a 68 cm di lunghezza complessiva (di cui una trentina di coda), è una delle specie di Lepilemur di maggiori dimensioni.

### Aspetto
Il pelo è grigio scuro su testa, ginocchia, avambracci, mani e coda, grigio-rossastro su spalle, dorso e posteriore, grigio chiaro sul ventre, l'interno delle zampe e cerchi attorno agli occhi, che sono medio-grandi. Le orecchie sono triangolari, grandi e poste lateralmente rispetto al cranio.